# Liponeura vimmeri
Liponeura vimmeri is een muggensoort uit de familie van de Blephariceridae. De wetenschappelijke naam van de soort is voor het eerst geldig gepubliceerd in 1954 door Mannheims.